# Symmius caudatus
Symmius caudatus là một loài chân đều trong họ Chaetiliidae. Loài này được Richardson miêu tả khoa học năm 1904.